# Ochthebius crassalus
Ochthebius crassalus är en skalbaggsart som beskrevs av Perkins 1980. Ochthebius crassalus ingår i släktet Ochthebius och familjen vattenbrynsbaggar. Inga underarter finns listade i Catalogue of Life.